# Nerses II (ormiański patriarcha Konstantynopola)
Nerses II (ur. ?, zm. ?) – w latach 1874–1884 72. ormiański Patriarcha Konstantynopola.